# Johann Friedrich Judeich

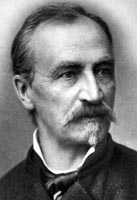
Johann Friedrich Judeich

Johann Friedrich Judeich, född 27 januari 1828 i Dresden, död 28 mars 1894 i Tharandt, var en tysk skogsman.
Judeich tjänstgjorde vid det sachsiska skogsindelningsverket 1849-57, förvaltade därefter skogar i Böhmen och blev 1866 direktör för forstakademien i Tharandt. Han räknas till de mera framstående äldre tyska skogsmännen. Åren 1867-87 redigerade han "Tharander forstliches Jahrbuch".